# Cocleoide

Una cocleoide con a = 1

Una cocleoide  es una curva en forma de caracol similar a un estrofoide que se puede representar por la ecuación polar:

{\displaystyle r={\frac {a\operatorname {sen} \theta }{\theta }}},

la ecuación cartesiana:

{\displaystyle (x^{2}+y^{2})\arctan {\frac {y}{x}}=ay}

o las ecuaciones paramétricas:

{\displaystyle x={\frac {a\operatorname {sen} t\cos t}{t}}}

{\displaystyle y={\frac {a\operatorname {sen} ^{2}t}{t}}}